# 聖約翰鎮區 (印地安納州萊克縣)
聖約翰鎮區（英語：Saint Township）是位於美國印地安納州萊克縣的一個行政鎮區。

## 地方資料
根據2010年美國人口普查的數據，聖約翰鎮區的面積為102.40平方千米，當中陸地面積為102.00平方千米，而水域面積為0.40平方千米。當地共有人口66,741人，而人口密度為每平方千米651.77人。